# Wacquemoulin
Wacquemoulin is een gemeente in het Franse departement Oise (regio Hauts-de-France) en telt 296 inwoners (2004). De plaats maakt deel uit van het arrondissement Clermont.

## Geografie
De oppervlakte van Wacquemoulin bedraagt 6,7 km², de bevolkingsdichtheid is 44,2 inwoners per km².

## Verkeer en vervoer
In de gemeente ligt spoorwegstation Wacquemoulin.
De onderstaande kaart toont de ligging van Wacquemoulin met de belangrijkste infrastructuur en aangrenzende gemeenten.

## Demografie
Onderstaande figuur toont het verloop van het inwonertal (bron: INSEE-tellingen).